# 748

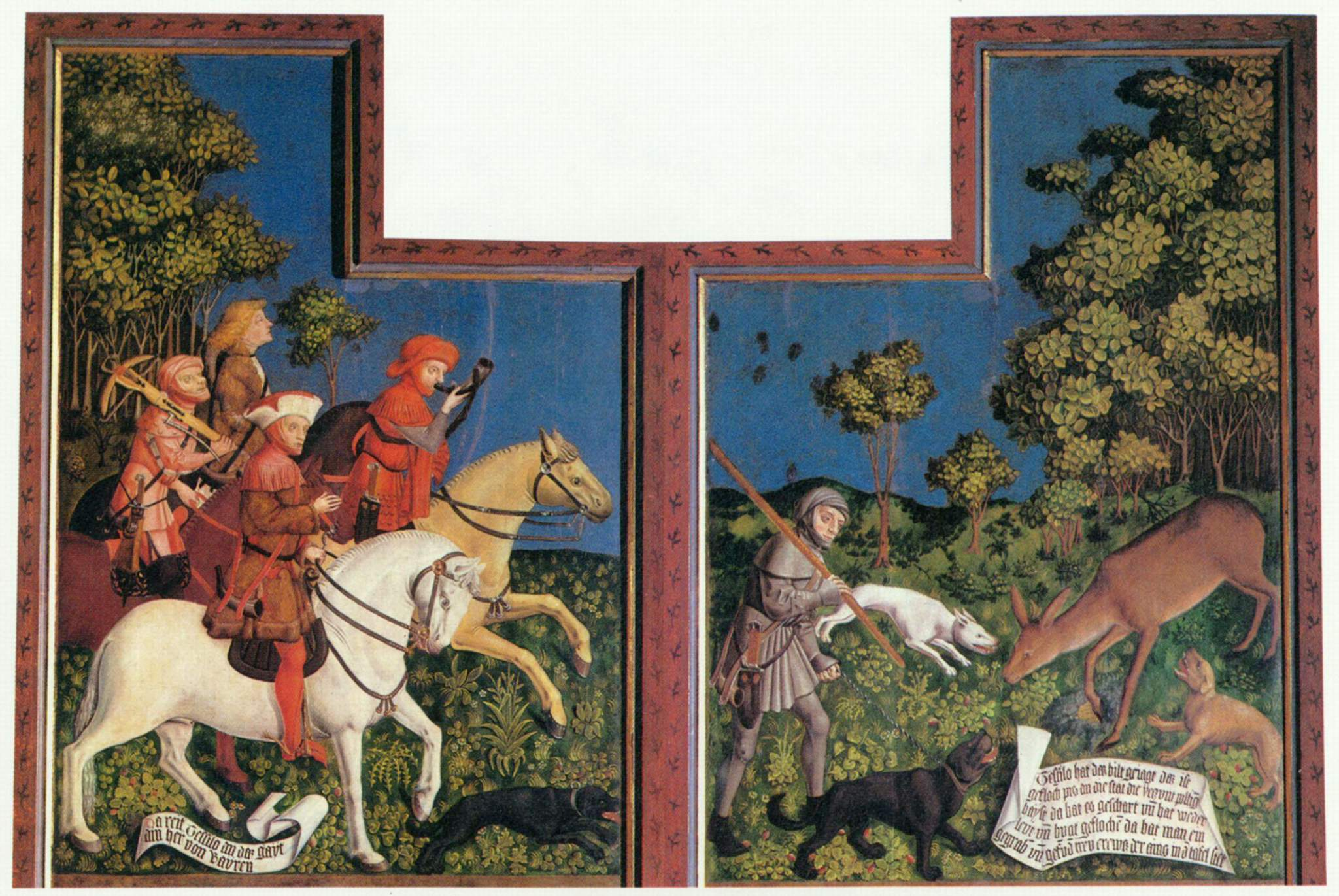
Tassilo III van Beieren tijdens de jacht

Het jaar 748 is het 48e jaar in de 8e eeuw volgens de christelijke jaartelling.

## Gebeurtenissen

### Europa
- Odilo, hertog van Beieren, overlijdt en wordt opgevolgd door zijn zoon Tassilo III. De Beierse adel probeert hun onafhankelijkheid van de Franken zeker te stellen. Pepijn de Korte, hofmeier van Austrasië en Neustrië, valt Beieren binnen en installeert de minderjarige Tassilo als hertog. Hij benoemt zijn stiefbroer Grifo tot graaf van de Bretonse Mark (noordwest Frankrijk).
- Hunold, hertog van Aquitanië, treedt onder Frankische druk af en wordt gedwongen zich terug te trekken in een klooster. Hij wordt opgevolgd door zijn zoon Waifar; tijdens zijn bewind verzet hij zich fel tegen het Frankische Rijk en probeert verschillende keren de onafhankelijkheid van Aquitanië te herstellen.
- Gundebold (748–760) wordt koning van Friesland. Hij verleent militaire bijstand aan Pepijn de Korte tijdens zijn veldtocht tegen de opstandige Saksen.

### Arabische Rijk
- De historische stad Baälbek (huidige Libanon) wordt door de Omajjaden verwoest en verlaten.

## Religie
- Abel, bisschop van Reims, dient zijn ontslag in en trekt zich als monnik terug in de abdij van Lobbes (huidige België).
- Chrodegang, bisschop van Metz, sticht de abdij van Gorze (waarschijnlijke datum).

## Geboren
- Karel de Grote, koning en keizer van de Franken (of 747)

## Overleden
- Eadbert I, koning van Kent
- Genshō, keizerin van Japan
- Odilo, hertog van Beieren